# Даниел Фишъл
Даниел Фишъл (на английски: Danielle Fishel) е американска актриса.

## Биография и творчество
Родена е на 5 май 1981 г. в Мейса, Аризона, САЩ.
Първо участва в „Проект Меркурий“, който е продуциран от Дисни. Малко по-късно участва във филма „Boy meets world“, който не е излъчван и продуциран от Дисни Ченъл. В този филм се разказва за момче и момиче, които се влюбват. По-късно тази история продължава, само че по Дисни, където героите вече са големи и имат деца.
Играе и във филма на съвременна тема „Райли в големия свят“ (на английски: Girl meets world), където ѝ е поверена ролята на Топанга Матюс – милата и справедлива майка на Райли. Това е продължението на „Кори в големия свят“.

## Филмография
- 1992 – 1993 Пълна къща – ТВ сериал, Jennifer P.
- 1996 Kirk – ТВ сериал, Heather
- 1993 Harry and the Hendersons – ТВ сериал, Jessica
- 1997 ABC TGIF – ТВ сериал, Topanga Lawrence
- 1993 – 2000 Boy Meets World – ТВ сериал, Топанга Лоурънс / Трикси
- 2000 Rocket's Red Glare – ТВ филм, Sarah Miller
- 2001 Longshot – Gloria
- 2001 – 2002 Nikki – ТВ сериал, Stacy
- 2003 Да, Мило! – ТВ сериал, Katie
- 2003 National Lampoon Presents Dorm Daze – Marla
- 2004 Game Box 1.0 – Kate / Princess
- 2006 Dorm Daze 2 – Marla
- 2007 The Chosen One – Donna Goldstein (глас)
- 2012 The Soup – ТВ сериал, Lizdsay Taylorhan
- 2014 The Live Read of Space Jam with Blake Griffin
- 2014 DeAndre Jordan's Amazing Charles Barkley Impression
- 2014 – 2016 Girl Meets World – ТВ сериал, Топанга Матюс
- 2015 Boiling Pot – Valerie Davis